# Guilherme Walcher
Guilherme Walcher (ou apenas Walcher, as vez escrito Walchere ou Walker; morto em 14 de maio de 1080), nativo da Lotaríngia, foi o bispo de Durham de 1071 até sua morte. Foi o primeiro não-inglês a sustentar que viu e foi nomeado por Guilherme, o Conquistador, após o Massacre do Norte. Foi assassinado em 1080, o que levou o duque normando e rei dos ingleses a enviar um exército à Nortúmbria para saquear a região novamente.

## Carreira
Walcher era um padre e funcionário secular de Liège, na Lotaríngia. Foi convidado por Guilherme, o Conquistador a preencher o cargo de Bispo de Durham, sendo consagrado bispo em 1071 e, provavelmente, entronizado em 3 de abril deste ano. Durante a primeira parte de seu mandato como bispo, estava em termos amigáveis com Valdevo, Conde de Nortúmbria, tanto que ele sentou-se com o clero quando Walcher realizada sínodos. Após se rebelar e perder o título de conde, Walcher foi autorizado a comprar o condado. Planejava introduzir monges em seu capítulo da catedral, e foi lembrado por incentivar o monasticismo em sua diocese. Particularmente, era conhecido como o patrono de Alduíno, que tentou restabelecer mosteiros em Whitby. Eventualmente, o grupo estabeleceu-se em Durham sob seu sucessor Guilherme de Saint-Calais. O cronista medieval Simeão de Durham afirmou que Walcher tinha começado a construção de edifícios monásticos na cidade como parte de seu plano para introduzir monges em sua diocese.
Um de seus conselheiros era Ligulfo de Lumley, que estava ligado por nascimento à antiga linha da Nortúmbria e era casado com a filha de Aldredo, conde de Bernícia. Sua presença no conselho do bispo forneceu uma ligação com a aristocracia local. Houve uma invasão escocesa em 1079, a qual Walcher era incapaz ou indisposto em lidar com eficácia. Os escoceses, sob Malcolm III, foram capazes de saquear Northumberland por cerca de três semanas sem oposição, antes de voltar para a Escócia com escravos e espólio. Ligulfo era muito crítico da conduta de Walcher. A disputa seguiu entre ele e dois dos capangas do bispo, seu capelão Levino e seu parente Gilberto. Gilberto atacou o salão de Ligulfo no meio da noite e ele e a maioria de sua família foram mortos.
Os nortúmbrios ficaram enraivecidos com o assassinato de um de seus líderes e havia uma ameaça real de rebelião. A fim de acalmar a situação o bispo concordou em viajar de Durham e conhecer os parentes de Ligulfo em Gateshead. Viajou com pelo menos cem retentores de segurança. Em Gateshead, conheceu Eadulfo Rus o líder dos parentes e foi apresentado com uma petição de erros cometidos. Walcher rejeitou estes e os nortúmbrios enfurecidos atacaram o partido romano. Walker e seus homens procuraram refúgio em uma igreja nas proximidades, mas os nortúmbrios a incendiaram. Levino morreu no incêndio e quando Walcher, Gilberto e o resto de seu partido foi expulso pelas chamas. Eles foram mortos em 14 de maio de 1080, em Gateshead.

## Reputação
Walcher era um homem santo, mas um líder incompetente. De acordo com Simeão de Durham, os cavaleiros de sua casa foram autorizados a saquear e, ocasionalmente, matar os nativos sem punição.
Foi considerado um bispo bem-educado, e tinha a reputação de ser um homem piedoso. Simeão de Durham o retratou como um homem honesto, íntegro que diligentemente exerceu suas funções episcopais. Seu sucessor como Conde de Nortúmbria foi Aubrey de Coucy. Guilherme de Saint-Calais foi o próximo bispo, embora não conde.

## Rescaldo de sua morte
Após sua morte, os rebeldes atacaram seu castelo em Durham e o sitiaram durante quatro dias, antes de voltarem para suas casas. O resultado de seu levante e a morte de bispo designado por Guilherme, levou o rei a enviar seu meio-irmão Odo de Bayeux com um exército para saquear o campo nortúmbrio. Muitos da nobreza nativa foram levados ao exílio e o poder da nobreza anglo-saxã na Nortúmbria foi quebrado.